# Ethan-1,2-dithiol
Ethan-1,2-dithiol je organická sloučenina se vzorcem HSCH2CH2SH. Používá se jako stavební prvek v organické syntéze a jako ligand pro ionty kovů.

## Výroba a příprava
Ethan-1,2-dithiol se vyrábí reakcí 1,2-dichlorethanu s vodným roztokem hydrogensulfidu sodného. V laboratoři jej také lze získat reakcí 1,2-dibromethanu s thiomočovinou a následnou hydrolýzou.

## Použití
Jako 1,2-dithiol má tato sloučenina velké využití v organické syntéze, kde reaguje s aldehydy a ketony za vzniku 1,3-dithiolanů, používaných jako meziprodukty přípravy dalších látek.
Ostatní 1,2- a 1,3-dithioly vstupují do podobných reakcí, jejichž produkty jsou 1,3-dithiolany (pětičlenné cykly) a 1,3-dithiany (šestičlenné cykly). Dioly, jako je ethylenglykol, obdobně vytvářejí 1,3-dioxolany a 1,3-dioxany. U dithiolanů a dithianů odvozených od aldehydů může být methynová skupina deprotonována a vzniklý karboanion alkylován.